# 金陵大学旧址
金陵大学旧址位于中国江苏省南京市鼓楼区湖南路街道汉口路22号，现为南京大学鼓楼校区北园东边部分。金陵大学以中国北方官式建筑风格为基调，主要建筑沿南北向的一条主轴线布置，在建筑物之间安排几何规则式的绿地、广场，与美国大学校园的特点相似。其建筑群至今保存良好，2006年被中国国务院列为第六批全国重点文物保护单位。

## 历史

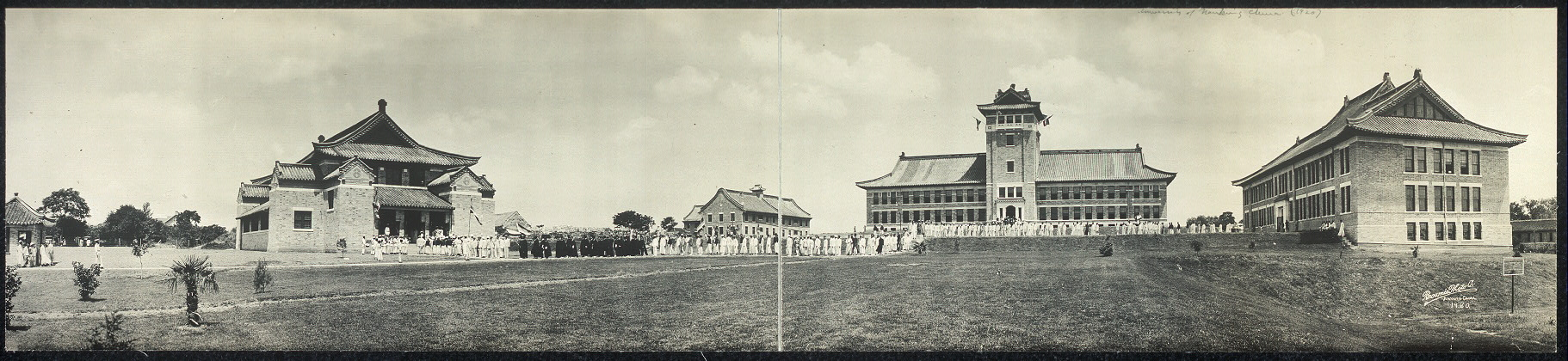
1920年代在鼓楼新落成的金陵大学校园，美国国会图书馆藏）

1910年学校合并改名金陵大学后，在鼓楼西南购地建造新校舍，同时中国政府以金大教授裴义理主持华洋义赈有功赠地百亩，1913年由纽约建筑师克尔考里完成校园规划，美国建筑师司斐罗、芝加哥珀金斯费洛斯与汉密尔顿（Perkins, Fellows & Hamilton）建筑师事务所的测绘师莫尔负责建造，1921年建成后作为大学部。
这些建筑物一律都是青砖墙面，歇山顶，上覆灰色筒瓦，建筑造型严谨对称，进深较大，窗户较小，显得封闭稳重，体现了中国北方官式建筑的特征。
金陵大学建筑群是最早期融入西方风格的中国传统建筑群，以塔楼（北大楼）为中心形成不完全对称的布局，建筑造型和装饰为中式，材料和构架为西式，许多建筑材料由美国进口。1952年后金大校园成为南京大学校园的一部分。
金陵大学初创，上课在汇文书院。校长包文认为，“大学初创，课室宿舍仪器图书简陋缺乏不可用，……而经济困窘，人或以为忧，先生笑曰，吾已有成算矣”。随即在纽约州立案的时候，“又置基地成立预算”。就在包文为新大学谋划的同时，“我政府以教授裴义理主持华洋义赈有功，赠千陆百亩，……学校之规模于是乎具。乃从事于全部校舍之兴建。”
1912年，由美籍理化总教员马丁设计的科学馆（东大楼）首先落成，费银30000余墨西哥银圆。1913年，金大以40000元购得被视为凶宅的清朝某大吏余某的别墅小陶园，作为小学和师范专修科校舍，此地“花木池沼，风景颇雅”。
1913年，纽约建筑师凯蒂·X·克尔考里（Cady.X.Crecory）完成了金大的建筑规划。然而因為捐助者麥考米克夫人的要求更換了建築師，實際實施的校園規劃是由芝加哥帕金斯建築事務在1914年完成的金陵大學總體規劃。规划中的金大南北布局，分为A到J共10个区，有名字的建筑就达42处。整个校区纵向分为3部分。西侧为农林实验场，中部和东部作大学教学和生活区，并用横向道路划为5块。其贯穿南北的轴线，从湖和桥开始，先以较为狭长的绿化带来强调纵深感，然后穿过校本部建筑周围的开阔草坪，直达最北端的北大楼壮丽的塔楼十字屋脊，并与南京古老的鼓楼呼应。从图形上看，东西向的细长湖泊过渡到南北向的长方形狭长草坪，再到方形大草坪，视觉对比明显；从空间上看，从低于平面的湖泊到渐次升高的绿地，最后到嵯峨的文学院北大楼、东大楼和西大楼，层层递进，凸显一个高等学府的壮丽和非凡。
金大在校区布置上，着眼于“大学社区”气氛的营造，北、东、西3座大楼呈三合院布局，中为如茵的绿地，适合师生课余露天交谊，增进感情；40余处建筑周边，均为园林化的广场、花坛、树木、草坪，精致而适合于大学师生之徜徉、流连，极易勾起金大毕业校友的怀念之情；住宅区呈水滴状，被农林实验场的田园风光和校舍区绿树掩映中的漂亮屋顶、连绵的公共绿地所包围。计划修建的住宅均为独立式。
金大的高标准规划和建设，与当时的国立大学相比，有很大的区别。早期的国立大学，往往命运多舛，校舍多临时拼凑。而金大则不然。
规划之后，包文从美国请来芝加哥Peking&Fellows建筑事务所的测绘师莫尔（Mr.Nipps）和建筑师司斐罗（Mr.H.Serverance），负责建设金大新校园。司斐罗在金大工作10年，不仅负责学校的整体设计，而且细致到校园小路、学生宿舍卫生设备和教员住宅的分配修整。设计完成后，“全部工程由美国芝加哥一家公司设计承包。建筑材料除屋顶的琉璃瓦和基建土木外，都从国外进口。……建成后的金陵大学校舍，中西合璧，美轮美奂，十分宏伟，基地面积达133.4公顷，与鼓楼巍然并峙，为当时南京最大之建筑。”

## 主要建筑

南京大学北大楼

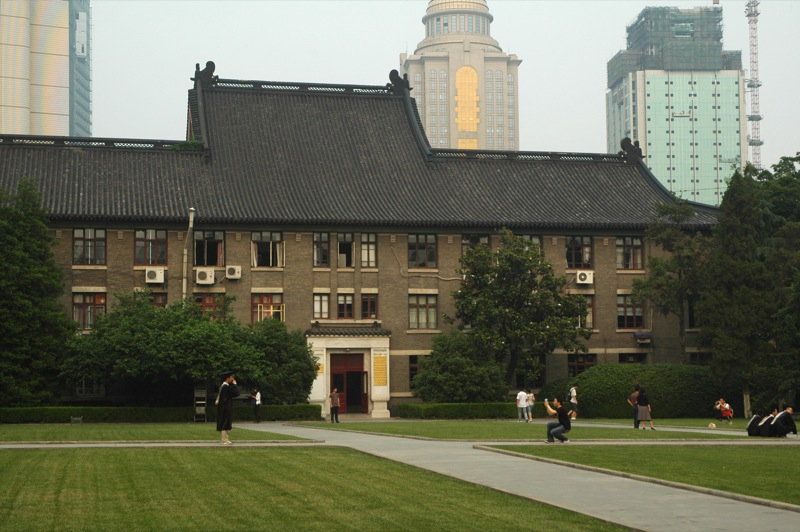
南京大学东大楼

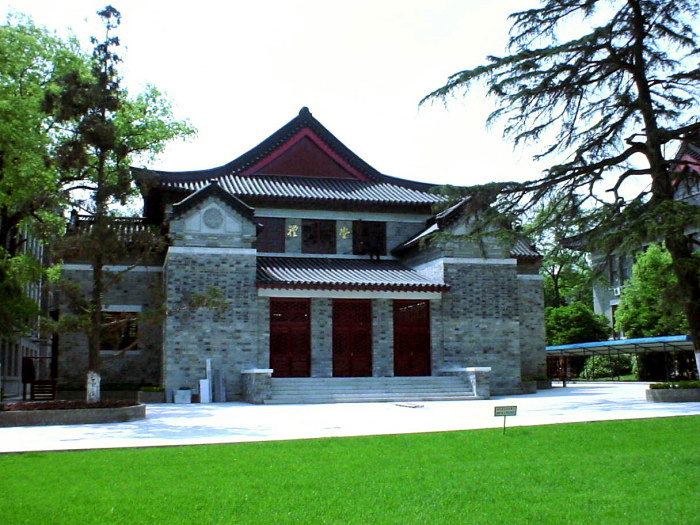
南京大学大礼堂

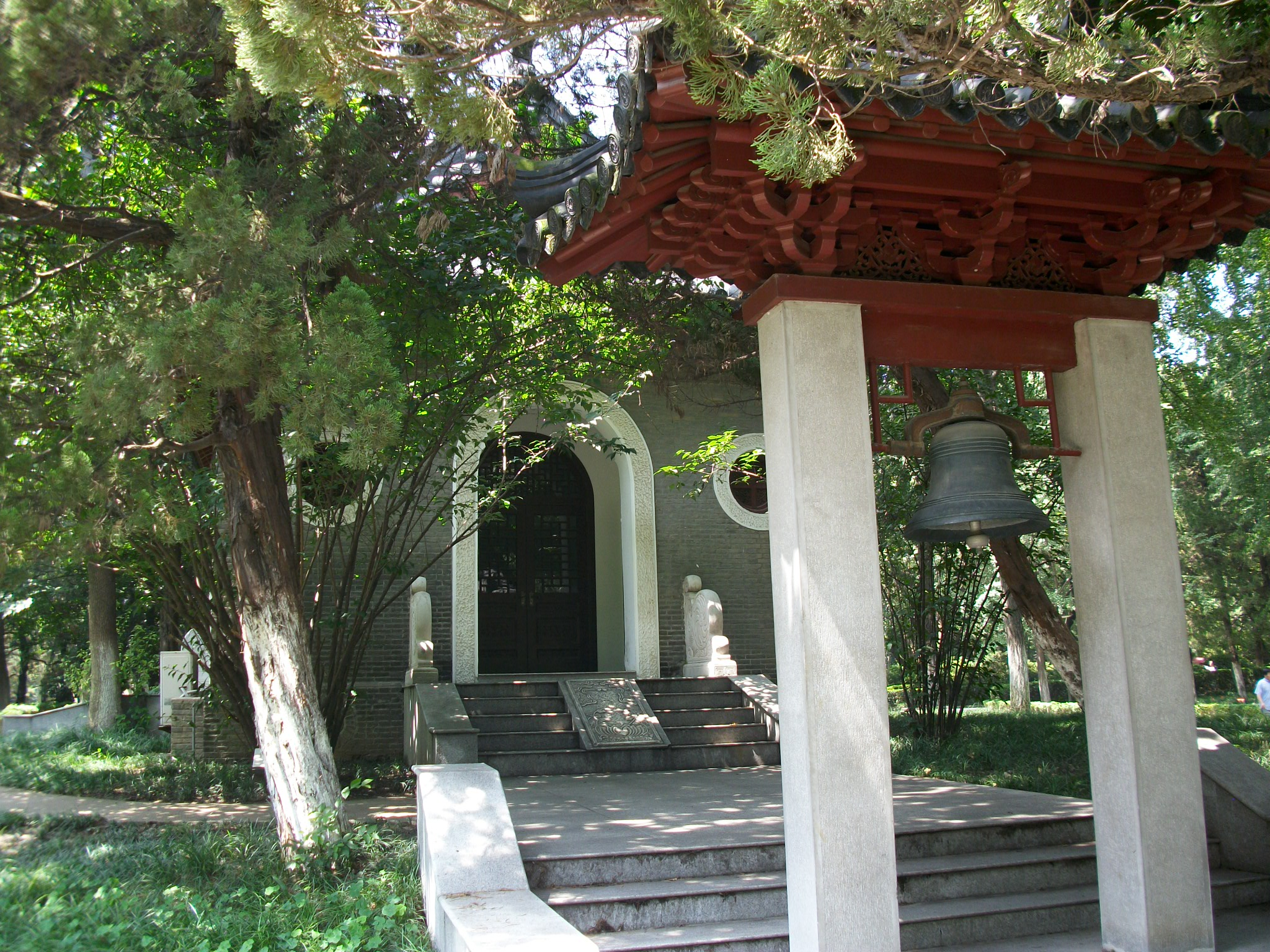
南京大学小礼堂

### 北塔楼
金陵大学旧址北塔楼，现名北大楼，在校园中轴线的最北端，是金陵大学的主楼，当时称“行政楼”。始建于1917年，1919年竣工，由美国建筑师司迈尔(A. G. Small)设计，陈明记营造厂承建。建筑面积3473平方米。大楼地上二层，地下一层，砖木结构，采用中国传统的建筑形式设计，同时又糅合了西方的建筑布局。大楼为歇山顶，筒瓦屋面。在大楼南立面的中部，建有一座高五层的正方形塔楼，将大楼分隔成对称的东西两半，塔楼顶部又冠以十字形脊顶，实际上是西洋式钟楼的一种变形。大楼墙壁用明朝城墙砖砌筑，清水勾缝。墙面布满了爬藤植物。这幢大楼现在是南京大学的标志性建筑。

### 东大楼
在北大楼的东南侧，当时称“科学馆”。1912年竣工，由齐兆昌建筑师设计，陈明记营造厂承建。建筑面积3905平方米。平面为长方形，内廊式布局。大楼地上三层，地下一层，砖木结构。大楼设计采用中国北方建筑形式，歇山顶，筒瓦屋面，屋顶脊中加脊，中部高耸，外墙采用青砖砌筑，素灰勾缝。大楼入口处建有突出的门套。大楼在50年代因火灾烧毁屋顶，1958年修复。

### 西大楼
在北大楼的西南侧，当时为纪念农科创办人、美国人裴义理而命名为“裴义理楼”。建于1925年，由齐兆昌设计，陈明记营造厂承建。建筑面积3604平方米。平面为长方形，内廊式布局。大楼地上二层，地下一层，砖木结构。歇山顶，筒瓦量面。大楼底部为明代城墙砖砌筑，上部为烟色粘土砖砌筑。勒脚部位和门窗过梁采用斩毛青石。

### 东北大楼
東北大樓建于1935年，位於東大樓南面，由陈明记营造厂承建。建筑面积1726.4平方米。

### 礼拜堂
礼拜堂，现称大礼堂，建于1917年，1918年完工建成，由美国珀金斯建筑事务所设计。在西大楼的南面，现为南京大学大礼堂。由美国芝加哥帕金斯建筑事务所（Perkins&Fellows，Architects）于1917年3月28日完成设计，陈明记营造厂承建，1918年竣工，建築面積1680平方公尺。它是金陵大学现存最早的建筑物之一。建筑造型仿照中国古代的庙宇。地上二层，砖木结构，屋顶主跨为歇山顶，附跨为硬山顶，筒瓦屋面。外墙用明代城墙砖砌筑，城砖上仍留有铭文印记。设计者试图让中国人在自己熟悉的传统空间中接受完全不同的西方基督教的教育。1958年在大门入口处加筑了一座门厅。

### 图书馆
在北大楼的正南方，现为南京大学校史博物馆。它与北大楼共同构成金陵大学校园的中轴线，其他的建筑物基本上都分列在这条中轴线的两侧。图书馆建于1936年，由基泰工程司建筑师杨廷宝设计，陈明记营造厂承建。建筑面积2626平方米。地上二层，地下一层，钢筋混凝土结构，歇山顶，青筒瓦量面，青砖墙面。建筑平面为十字形。一层中部为主要入口，面朝北，两侧为图书采编等业务办公用房以及小阅览室：二层中部为借书处，两侧各有一个大阅览室。图书馆的外部处理与其他几幢建筑物风格相近。图书馆建成后，有人为纪念在1927年3月24日被攻克南京的北伐军士兵打死的金陵大学副校长、美国人文怀恩，主张命名为“文怀恩图书馆”，并在馆前建立铜像，后来考虑到金陵大学学生的反帝爱国情绪，这个提案不了了之。

### 小礼堂
小礼拜堂，或称小礼堂，建于1923年，由中国建筑师齐兆昌、美国芝加哥珀金斯建筑师事务所共同设计，建築面積90平方米。

### 學生宿舍
學生宿舍位於校園北邊，共有四幢，分别称为甲乙楼、丙丁楼、戊己庚楼和辛壬楼，均建於1925年。目前為外语学院办公、教学楼。甲乙樓與丙丁樓，建筑面積均為755平方米；戊己庚樓與辛壬樓，建筑面積均為1685平方米。